# 鉄道敷設法別表第9号
鉄道敷設法別表第9号は、1922年（大正11年）4月11日に公布・施行された「鉄道敷設法」（大正11年法律第37号）別表に定められていた条文の一つ。

## 原文
岩手縣川井ヨリ遠野ヲ經テ高田ニ至ル鐡道

## 現代風の表記
岩手県川井より遠野を経て高田に至る鉄道

## 開業区間
なし。

## 未開業区間
陸中川井駅～遠野駅～陸前高田駅間。

## 鉄道先行バス路線
- 国鉄バス遠野北線（陸中川井～遠野）

1952年6月、運行開始。当時は茂市まで路線が設定されていた。1979年2月には遠野市内の恩徳以北が廃止され、川井村営バスに代替された。以後、恩徳～遠野間の運行が続けられた後、ジェイアールバス東北に移管後に廃止された。
- 国鉄バス遠野線（遠野～陸前高田）

ジェイアールバス東北に移管後、2004年4月廃止。

## 近接するルートを走る民間路線バス
- 川井村営バス小国線 - 川井～新田車庫間。川井は陸中川井駅から400m離れている。また新田車庫～恩徳間の遠野線は2004年4月に廃止されたため、該当区間を路線バスだけで移動することは不可能になっている。
- 早池峰バス土淵線 - 遠野営業所～遠野駅～恩徳
- 住田交運遠野住田線 - 遠野～岩手八日町
- 岩手県交通陸前高田住田線 - 岩手八日町～高田駅前